# Sh2-41
Sh2-41 est une nébuleuse en émission visible dans la constellation du Sagittaire.
Elle est située dans la partie nord-ouest de la constellation, le long du plan de la Voie lactée. Elle s'étend sur un degré et demi en chevauchant le célèbre nuage stellaire du Sagittaire (M24). La période la plus propice à son observation dans le ciel du soir se situe entre juin et novembre. Étant dans des déclinaisons modérément méridionales, son observation est facilitée par l'hémisphère sud.
C'est une région H II située sur le bras du Sagittaire, à une distance d'environ 2 200 pc (∼7 180 al) du système solaire et chevauche les riches champs d'étoiles de M24, et les nébuleuses sombres B 92 et B 93. Dans cette direction se trouve également la puissante source d'ondes radio W33, qui est cependant située à une distance de 4 000 parsecs. Cela indique qu'il s'agit donc de deux objets distincts visibles selon la même ligne de visée. Le petit amas ouvert Cr 469 serait associé à Sh2-41, dont l'âge est estimé à environ 60 millions d'années.
Si l'estimation de 2 200 parsecs est correcte, Sh2-41 serait physiquement lié à l'association OB Sagittarius OB4, avec les nuages voisins Sh2-38, Sh2-40 et Sh2-42.